# Lhota pod Libčany

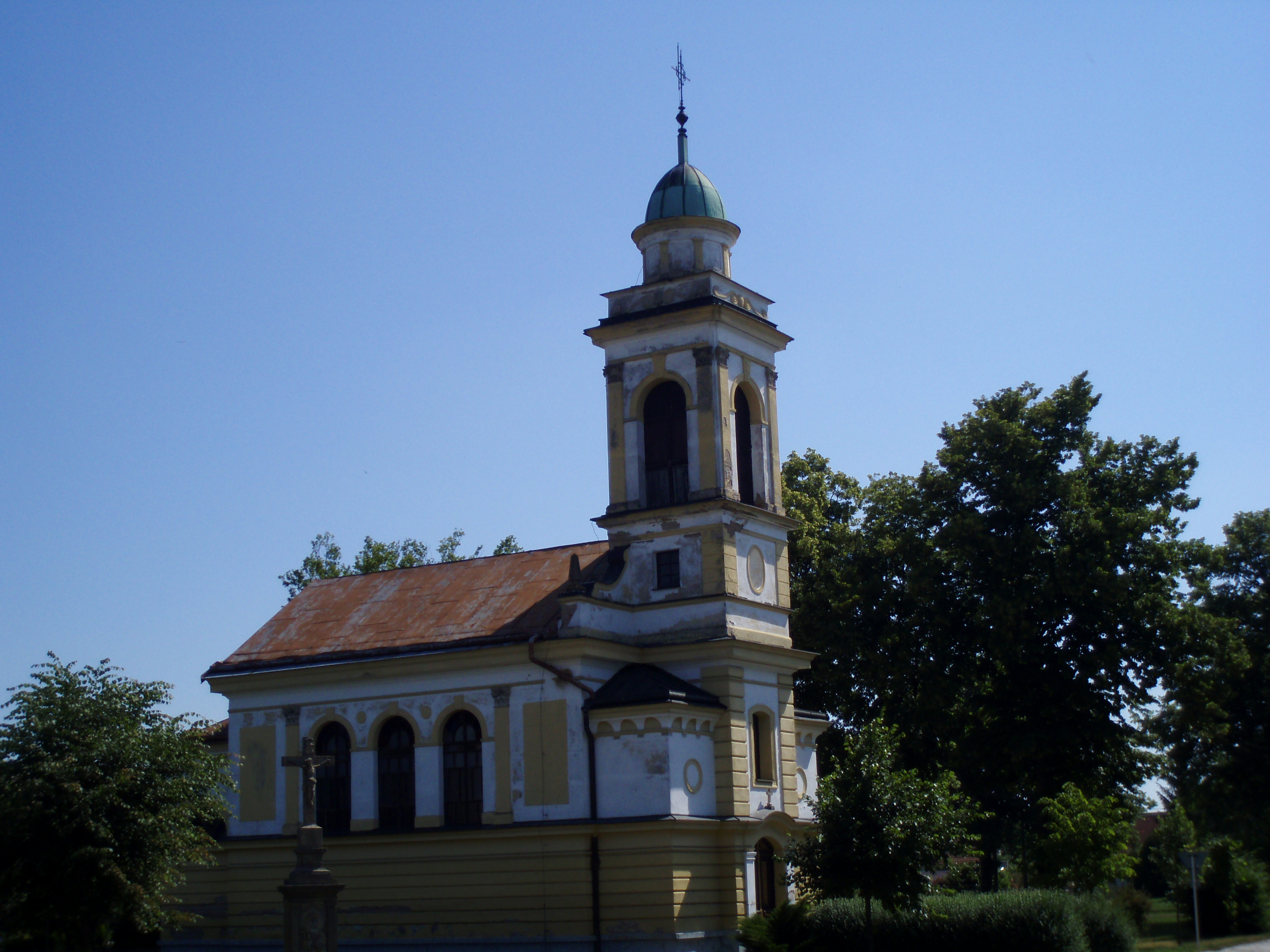
Kaplica

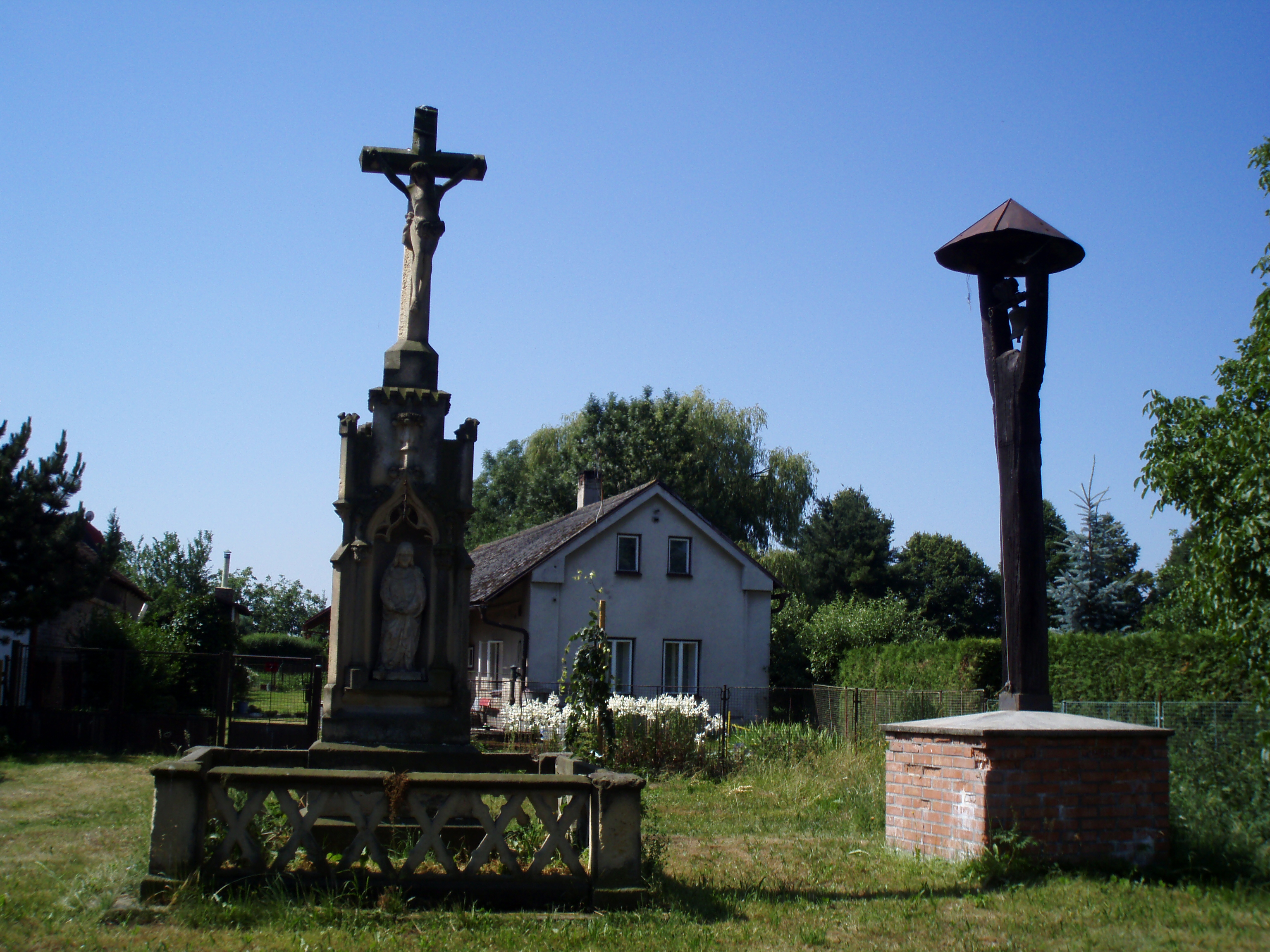
Plac wiejski w Hubenicach

Lhota pod Libčany (niem. Lhota unter Liebtschan) – czeska wieś, która się znajduje w kierunku zachodnim od Hradca Kralowe przy drodze E 67 do Pragi, dokładnie między drogą I/11 i linią kolejową Nr 020.
We wsi jest przystanek kolejowy Lhota pod Libčany.

## Historia
Wieś wybudowana w czasach kolonizacji przemyślidowskiej, i to przez klasztor opatovickim. Po spaleniu klasztoru przez wojska husyckie, pozyskał Lhotę Diviš Bořek i jego synowie. Potem była w majątku Jindřicha, syna Jerzego z Podiebradów (z 1464 r.), Pernštejnów (z 1491 r.), Habsburgów (z 1560 r.), a ostatnio właścicieli grona Libčany (z 1589 r.).
24 lutego 1775 się w miejscowym zajeździe urodził lalkarz Matěj Kopecký. Wtedy była Lhota częścią Libčan i od tej pory obie miejscowości spierają się, kto ma do Macieja Kopieckiego prawo.
Nie możemy zapomnieć też, iż w 1827 r. kuzyni Veverkowie i miejscowy kowal Novotný, w tamtejszej kuźni doprowadzili do kształtu finalnego projekt pługa i po raz pierwszy go wypróbowali.

## Zabytki
- Kaplica Najśw. Trójcy z 1908 r.
- Suszarnia cykorii z 1904 r.
- Szkoła z 1906 r.
- Młyn z 1907 r.
- Różne rzeźby i figury religijne